# Трійця

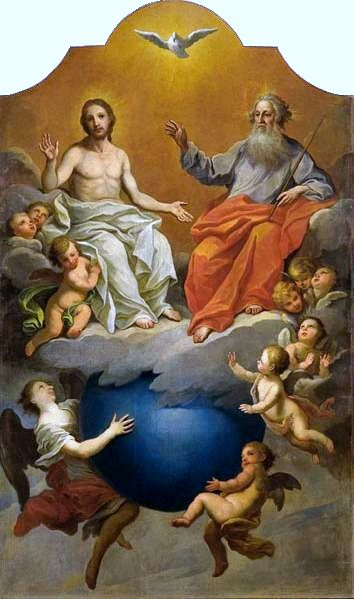
Свята Трійця, зображена Шимоном Чеховичем (1756–1758)

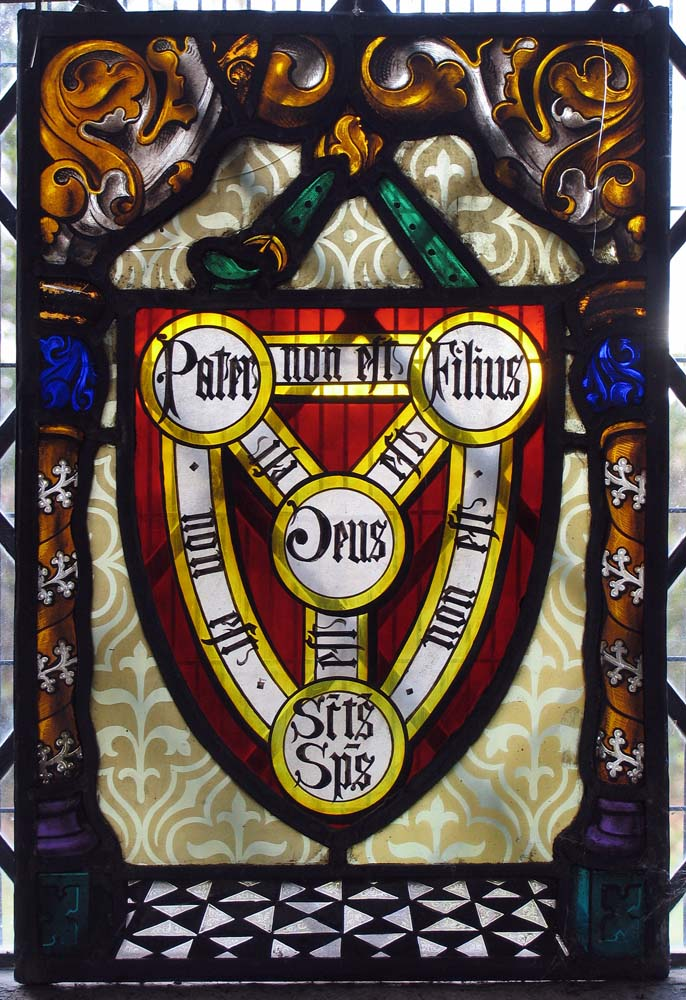
Схематичне зображення у вітражі, Sedgeford, Норфолк

Свята́ Трі́йця — важливе поняття у більшості християнських вчень. Це поняття об'єднує разом три особи (три лики, три образи, три прояви) Бога, розглядає сутність Бога в трьох особах. Це поняття використовується більшістю християнських церков, у тому числі православною та католицькою, однак окремі християнські течії заперечують правомірність його вживання. Сповідання віри у Святу Трійцю (тринітаризм) є першою умовою прийому представника християнської спільноти до Всесвітньої ради церков. З іншого боку варто відмітити існування так званих антитринітаріїв, які вважаючи себе християнами, віру у Святу Трійцю відкидають, чи то пак заперечують, що вона пов'язана з життям і проповіддю Христа.
Свята Трійця — ім'я Живого Бога в православ'ї і тринитарному християнстві, Єдиного в Трьох Особах, іпостасях Божества, Отці, Сину і Святому Дусі. Цікаво, що сучасні українські неоязичники (рідновіри) звертають увагу, що віра у Триєдиного Бога (див. Триглав) була відома індоєвропейським народам ще задовго до народження Христа, що можна вважати викликом для сучасних християн, які нерідко погано розуміють відмінність християнського бачення Бога-Трійці від дохристиянського.
Це вчення називається тринітаризмом, а його прихильники — тринітаріями, тоді як його противники — антитринітаріями або нетринітаріями. До християнських нетринітарних позицій відносять свідків Єгови, унітаризм, бігітаризм, модалізм тощо[джерело?]. 

## Історія поняття
Поняття Святої Трійці виникло і розвивалось у процесі життєдіяльності Церкви Христової і згодом обґрунтовувалося і осмислювалося як простими християнами так і видатними святителями і богословами, які намагалися розібратися у стосунках між Трьома Особами Божества, Отцем, Сином і Святим Духом про які згадується у Євангелії. Вважається, що Бога як Святу Трійцю відкрив людству Сам Ісус Христос, Живий Бог, який втілився на Землі Піднебесній і став людиною згідно православного, християнського віровчення. Разом з тим маємо зауважити існування антитрінарних напрямків християнства, єретичних з точку зору прихильників православ'я, які заперечують як віру у Святу Трійцю так і те, що ця віра була відкрита людству Христом.
Свята Трійця відіграла ключову роль у Нікейському соборі, коли святителями з усіх куточків царства Римського, тогочасної Ойкумени новонародженого християнського світу, було сформульовано Символ віри, в якому віра у Святу Трійцю утверджувалася як догмат, обов'язковий для сповідування всіма християнами.
Великим було шанування Святої Трійці, Незбагненного Бога на Русі. Пізніше на Наддніпрянщині, а потім Заліссі, і Московії. Про Святу Трійцю говорили як про найбільшу таємницю Божества, їй присвячували храми, співали хвалу і творили різноманітні подвиги. Першим містом на Русі, де шанування Святої Трійці набуло великого розмаху очевидно був Київ, місто пов'язане з першою монастирем на Русі — Києво-Печерською лаврою, монастирем присвяченим Матері Божій і одночасно всесвітньовідомим місцем де прославлявся Незбагненний Бог, Свята Трійця.
Знаковим тут є також і сприйняття герба України, тризуба як знака Незбагненного Бога, Святої Трійці, що дозволяє інтерпретувати Україну як «Державу під опікою Божества», «Русь як Обитель Бога-Трійці» тощо. Активну участь у процесі переосмислення ролі і значення віри у Святу Трійцю у житті, історії, минулому і майбутньому України і її народу взяли дослідники, філософи, культурні і суспільні діячі України XX ст., зокрема Олекса Братко-Кутинський (праця «Феномен України») та інші.

## Догмат Святої Трійці

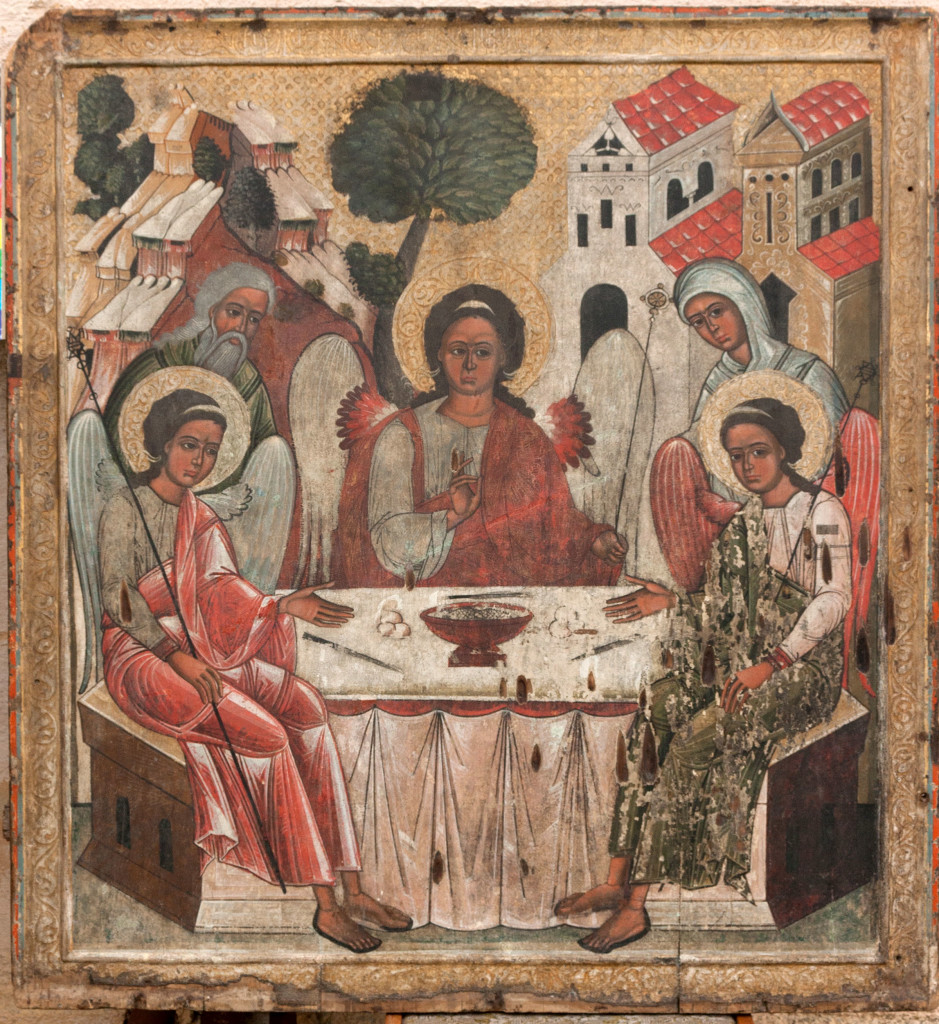
«Свята Трійця» Феду́ско (Феодосій) з Са́мбора 2 пол. 16 ст., Церква Трійці, м. Дрогобич

Згідно з символом віри, прийнятим на Першому Нікейському соборі, Бог має три особи: Бог-Отець, Бог-Син і Бог Дух Святий (іноді кажуть: Перша особа Трійці (Отець), Друга Особа Трійці (Син), Третя особа Трійці (Дух Святий)), всі ці особи є, однак єдиним Богом (різними його проявами) і кожна з них є повністю всемогутнім і єдиним Богом (а не частиною Бога), і серед цих осіб нема більшої або меншої.
Бог [[|]] 1 Кор.15:28: визнається всемогутнім, вічним і безмежним. Будучи єдиними і неподільними за природою, три постаті Бога, однак, відрізняються походженням та взаємними відносинами. Так, Бог-Отець народжує Бога-Сина, а Сам не походить ні від кого, Бог-Син народжується від Бога Отця, а Дух Святий ісходить від Отця (православ'я) або від Отця і Сина (католицизм). Згідно з християнськими вченнями, Бог-Син прийняв тіло людини і воплотився з Духа Святого і Діви Марії як Ісус Христос з метою спасіння людства.
В православ'ї для кращого розуміння людьми поняття Святої Трійці вживається образ Сонця: «Є Сонце (перший прояв). Є Світло (другий прояв), яке іде від Сонця і є Тепло (третій прояв), яке іде від Сонця. Ми говоримо про єдине Сонце у трьох проявах, а не про три Сонця».
Догмат Триєдності Бога, як правило, оголошується недосяжним для людського розуму в повному обсязі, і осягається лише «досвідом духовного життя». У зв'язку з цим говорять про Святу Трійцю, як «найбільшу таємницю християнської віри». Також природа Бога, у тому числі те, що сказано у цьому догматі, визнається такою, яку ніколи не зможе пізнати жодне створіння, ні людина, ні янгол.

## Триєдність Бога у Біблії

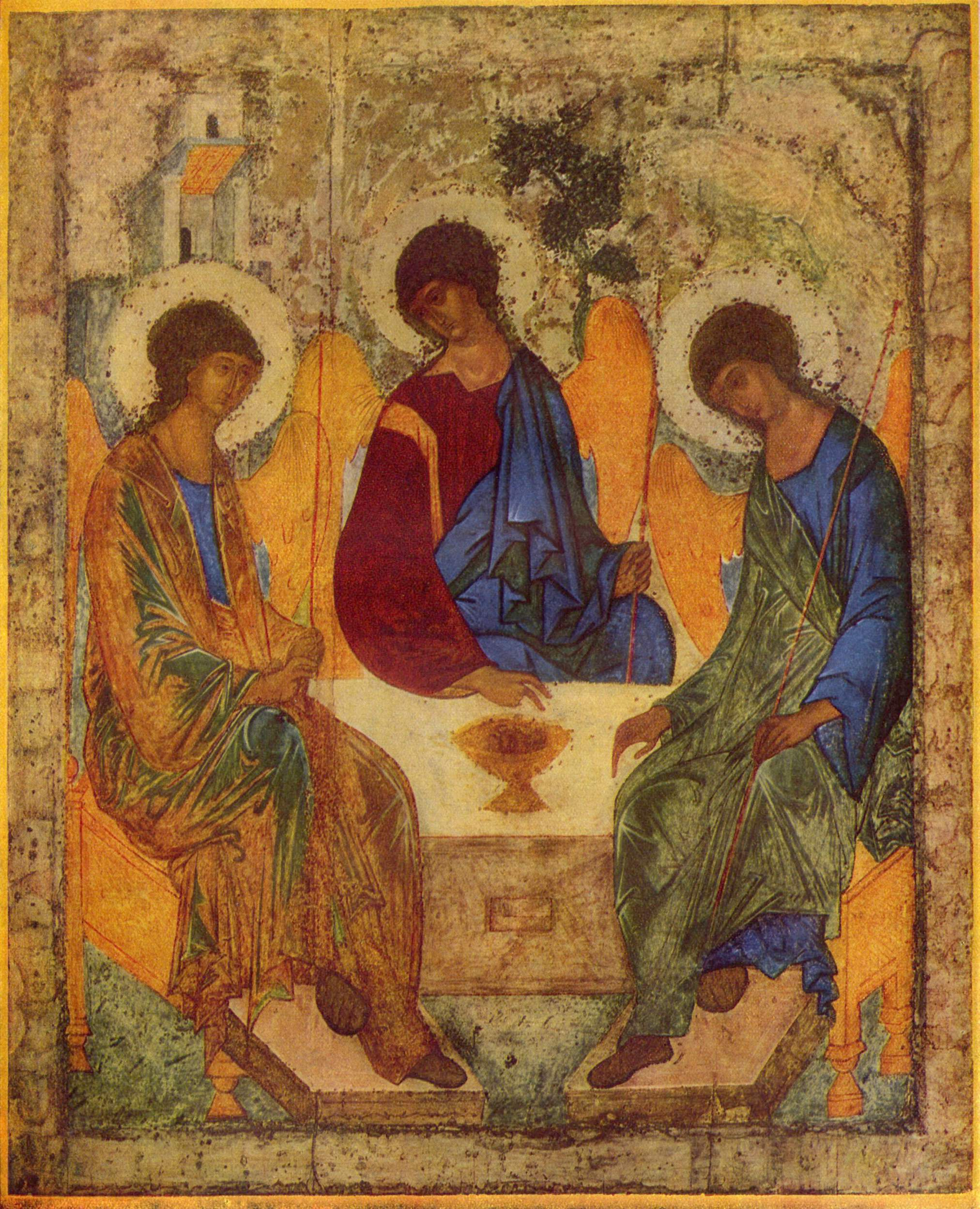
Ікона Святої Трійці (XV ст) Андрія Рубльова під впливом спілкування з преп. Сергієм з Радоніжжя

У Біблії немає безпосереднього викладення вчення про Святу Трійцю, проте є ряд вказівок, що й лягли в основу догмату Святої Трійці. Так ще в Старому Заповіті знаходимо місця, де Бог говорить про себе у множині (наприклад, Буття 1:26 та 11:6-7).
У Новому Заповіті найбільш чітко вказівка на триєдність подається в Хрещенні Ісуса Христа в Йордані: 
| «А Ісус підійшов і промовив до них та й сказав: Дана Мені всяка влада на небі й на землі. Тож ідіть, і навчіть всі народи, христячи їх в Ім'я Отця, і Сина, і Святого Духа» (Мт. 28:18-19) |
| «І сталося, коли хрестився весь народ, і Ісус охрестившись молився — розкрилося небо і Дух Святий зійшов на Нього в тілесному вигляді як голуб і був голос із небес: Ти Син мій улюблений. У Тобі моє благовоління» (Лк. 3:21-22) |
Голос Отця чутний з небес, Син стоїть у водах Йордану, Дух сходить на Сина. Ісус Христос не раз говорив про свою єдність з Отцем, про те що він посланий у світ Отцем, називав себе Сином Його (6-8). Він також обіцяв учням послати Духа Утішителя, який від Отця походить (Ів. 14:1-17; 15:26).
Також і в писаннях апостолів йдеться про Бога Трійцю: 
| «Три свідчать на небі: Отець, Слово і Святий Дух, і ці Три - єдине»(1 Ів. 5:7) | В багатьох перекладах це місце вилучене, оскільки його немає в жодному з древніх рукописів.
А також у посланнях апостолів: 
| «Благодать Господа нашого Ісуса Христа, і любов Бога й Отця, і причастя Святого Духа нехай буде зо всіма вами! Амінь.» (2 Кор. 13:13) |
Вказівкою на триєдність Бога вважають також Пролог Євангелія від Івана: 
| «На початку було Слово, а Слово в Бога було, і Бог було Слово.» (Ів. 1:1) |
| «Слово сталося тілом, і перебувало між нами, повне благодаті та правди, і ми бачили славу Його, славу як Однородженого від Отця.» (Ів. 1:14) |
Тут під Богом розуміють Отця, Словом — Сина, тобто Син був одвічно з Отцем і вічно був Богом.

## Відношення до Святої Трійці у інших віровченнях

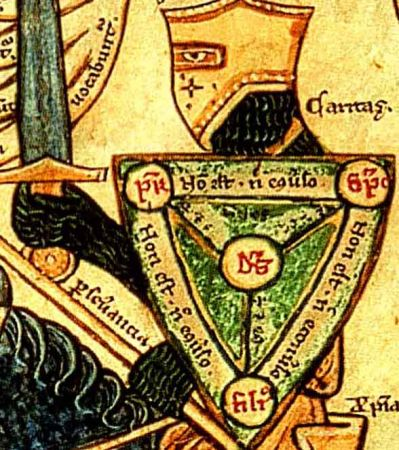
Символ Трійці у вигляді щита

Інші віровчення про єдиного Бога, такі як мусульманство та юдаїзм заперечують правомірність вживання поняття Святої Трійці, розглядаючи це як протиріччя єдиності Бога і отже прояв багатобожжя (язичництва).
З іншого боку представники язичницьких віровчень, як правило розглядають поняття Святої Трійці як вказівку на наявність у християнстві елементів язичництва (віри у трьох богів). Так серед українських дослідників, філософів і мислителів бачимо намагання віднайти початки віри у Святу Трійцю у дохристиянському періоді історії земель сучасної України. Так зокрема сучасні українські неоязичники («рідновіри») і дослідники цього напрямку сучасної світоглядної думки доводять, що вірі у Святу Трійцю відповідає віра давніх слов'ян у багатопроявне Божество, яке серед іншого називали Триглавом, на цю тематику зараз видається численна література.

### Мунізм
Теологія Церкви Об'єднання, викладена в «Божому Принципі», пропонує унікальну інтерпретацію Трійці, що відрізняється від традиційного християнського догмату. Згідно з цим вченням, Трійця не є первісною таємницею сутності Бога, а є результатом реалізації більш фундаментального закону — чотирипозиційної основи. Ця основа виникає, коли Бог, як центр, вступає у стосунки з досконалим чоловіком (суб'єкт-партнером) та досконалою жінкою (об'єкт-партнером), які, об'єднавшись, створюють ідеальну сім'ю. Таким чином, Трійця — це не статична формула, а динамічна, реалізована структура, що є метою Божого ідеалу творення.
В історичному контексті «Принцип» розглядає кілька етапів формування трійць. Спочатку мала виникнути первісна Трійця, що складалася б з Бога, досконалих Адама та Єви, що започаткувало б Царство Небесне на землі. Однак через гріхопадіння ця ідеальна структура була спотворена, і натомість утворилася сатанинська трійця, де місце Бога зайняв сатана. Для відновлення людства Ісус та Святий Дух утворили духовну Трійцю, яка дала людству можливість духовного відродження, але не змогла завершити відновлення на фізичному, земному рівні.
Кінцевою метою Божого провидіння є встановлення на землі субстанційної Трійці через Христа Другого пришестя та його Наречену, яких у Церкві Об'єднання називають Істинними Батьками. Їхня місія — стати взірцем досконалої сім'ї, що дозволить усьому людству створювати власні субстанційні трійці — сім'ї з Богом у центрі. Саме через розповсюдження таких ідеальних сімей, згідно з цим вченням, на землі буде остаточно встановлено Царство Небесне.

## День вшанування Святої Трійці,Зелені Свята
На п'ятдесятий день після Великодня, обов'язково в неділю, святкується Трійця. Клечальна неділя — це неділя Зеленого тижня, п'ятдесятий день після Великодня, тому цей день ще називається П'ятидесятницею.
За старих часів люди зустрічали цей день дуже врочисто. Хати прикрашали живими квітами, зокрема, любистком, гілками дерев, травами, чебрецем, м'ятою, соном. Зранку господині поралися в господі, готували святкове застілля. Зробивши господарські справи, люди вбиралися у святковий одяг, сідали в хаті й чекали, поки вдарять церковні дзвони. Ударить дзвін — блага звістка. Тоді всі побожно хрестяться й ідуть до церкви. Кожна дівчина відповідно до святкового звичаю несла в руках свіжі квіти. Ідучи до церкви, люди радо вітають одне одного зі святою неділею. Після служби Божої за старих часів відбувався хресний хід до криниць, щоб освятити їх, окропивши їх свяченою водою. У деяких місцевостях освячували таким самим чином і оселі, і господарські будівлі — для захисту від русалок, які цими днями жвавішають і роблять людям шкоду. Трійця завжди вважалася дівочим святом: дівчата ворожили на судженого, потайки ходили в ліс і кидали сплетені вінки русалкам, щоб вони послали їм багатих наречених. Ворожіння супроводжувалися піснями та хороводами.

## Перші згадки

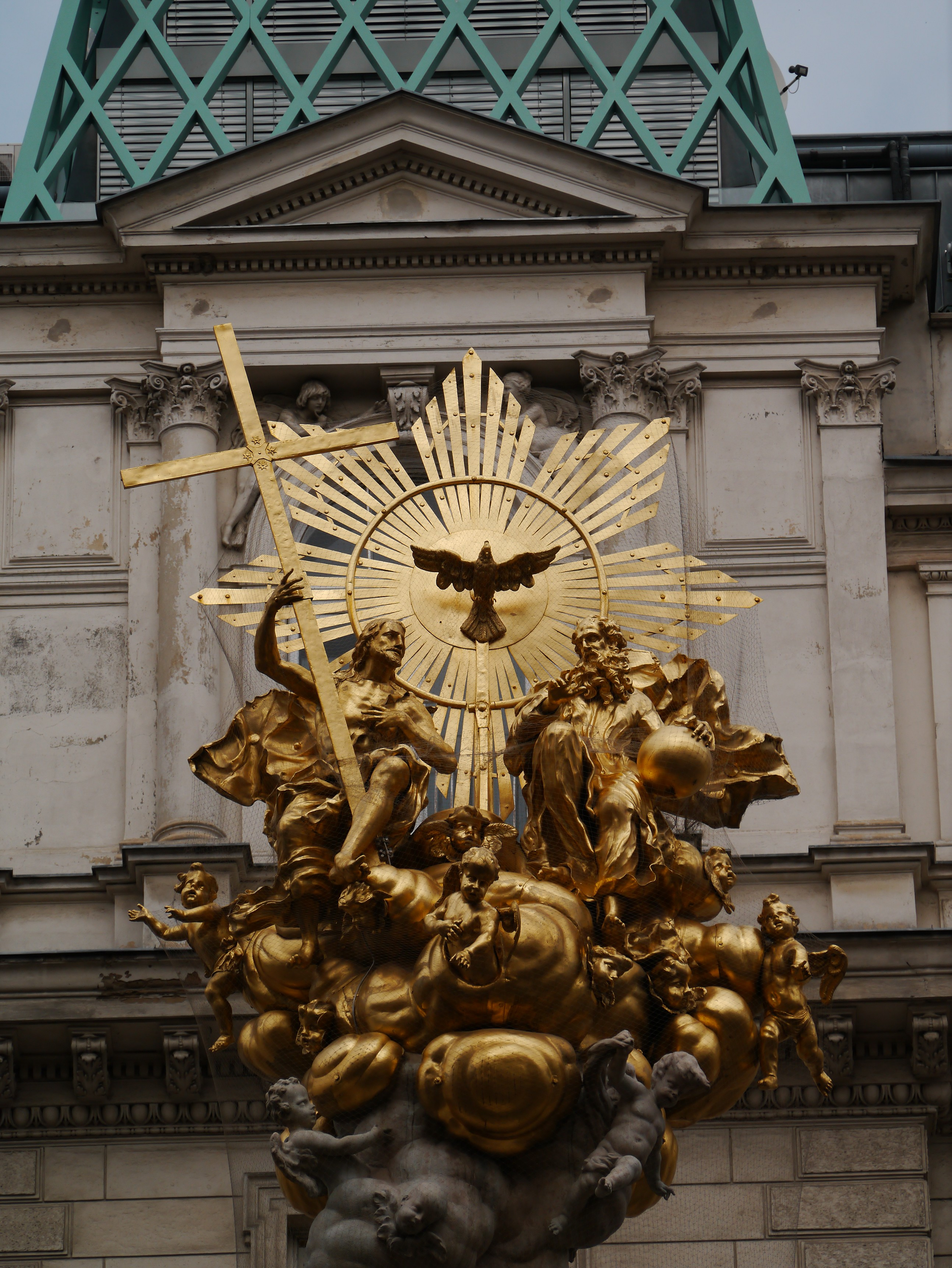
Відень, Австрія

| Приблизні дати | Ім'я святого чи твір                             |
| -------------- | ------------------------------------------------ |
| 96             | Климент, третій єпископ римський                 |
| 90-100         | Вчення дванадцяти апостолів, «Дідахе»            |
| 90?            | Ігнатій, єпископ антіохійський                   |
| 155            | Іустин Мученик, великий християнський письменник |
| 168            | Феофіл, шостий єпископ антіохійський             |
| 177            | Афінагор, богослов                               |
| 180            | Іриней, єпископ ліонський                        |
| 197            | Тертуліан, ранньохристиянський апологет          |
| 264            | Григорій Чудотворець                             |